# Вагнер, Готтхильф

Готтхильф Вагнер (нем. Gotthilf Wagner, 1887—1946) — последний мэр немецкой колонии «Сарона», располагавшейся в Тель-Авиве (подмандатная Палестина), глава нацистской партии Палестины и лидер общины темплеров, убитый боевиками Пальмаха.

## Биография
Готтхильф Вагнер родился в Штутгарте в 1887 году. В 1895 года с родителями, состоявшими в общине Темплеров, приехал в Османскую Палестину. Его отец основал чугунолитейный завод в Яффо в 1890 году, известный как «Братья Вагнеры» (нем. Brüder Wagner). Этот завод стал первым местом работы молодого Готтхильфа.
В ноябре 1917 года, когда британские войска оккупировали Палестину, они превратили общинный дом темплеров в полевой госпиталь и захватили другие здания темплеров для военного использования. В июле 1918 года семья Вагнеров, вместе с остальными темплерами, была депортирована в Египет, и вернулась в Палестину только в 1920 году.
По возвращении в Палестину Вагнер стал владельцем родительского завода и управлял им вместе со своими двумя братьями Адольфом и Георгом. Со временем он стал главой немецкой колонии Сарона.
Сыновья Вагнера были мобилизованы в немецкую армию и приняли участие во Второй мировой войне.

## Нацистская партия
После прихода нацистов к власти в Германии, вместе с ослаблением религиозного рвения, среди темплеров начал развиваться немецкий национализм, а затем и склонность к нацизму. В 1938 году (год аннексии Австрии и Мюнхенской конференции) около 17 % темплеров в Палестине были членами нацистской партии. В начале Второй мировой войны около трети темплеров были нацистами.
Вагнер, который ранее проявлял сильно антисемитскую позицию и снабжал оружием арабские банды на территории Палестины, вступил в местную ячейку НСДАП. Со временем он стал представителем нацистской партии в Палестине. Все рабочие на его заводе (45 человек), стали членами нацистской партии. Вагнер выступал на митингах нацистов в Палестине и на митингах Гитлерюгенда. На серебряную свадьбу его родители получили личное приветственное письмо от Гитлера. Письмо было специальным образом оформлено и служило знаком для членов сообщества темплеров.

## Во время Второй мировой войны
Вагнер стал лидером темплеров, которые остались в Палестине, и одним из немногих темплеров, кто остался в Палестине после окончания Второй мировой войны.
Будучи гражданином вражеского для Великобритании государства, Вагнер был вынужден постепенно закрыть завод (нем. Brüder Wagne), который был окончательно закрыт 1 апреля 1940 года.
Во время войны, когда войска Роммеля приблизились к Палестине, темплеры считали, что если немцы захватят Палестину, то они назначат Вагнера гауляйтером Палестины.

## После окончания войны

### Убийство
В пятницу, 22 марта 1946 года, Вагнер привез в Сарону конвой, состоящий двух машин, из Вильгельмы (ныне Бней-Атарот), чтобы заплатить заработную плату темплерам, работавшим в Сароне. Каждая из двух машин сопровождалась полицейским. Вагнер ехал в передней машине. Когда конвой проезжал около деревни Аль-Абассия, они заметили мотоцикл с коляской, припаркованной на обочине дороги и человека, стоящего рядом с ним. Когда конвой проехал, человек сел в мотоцикл и обогнав конвой скрылся впереди.
Вскоре, около 9 утра, когда конвой подъехал к улице Левински в Тель-Авиве, перед ним появился автомобиль, заставивший конвой замедлиться. Внезапно два человека выпрыгнули по обе стороны передней машины конвоя, где сидел Вагнер. Один из них приставил пистолет к автомобилю, чтобы не задеть остальные пассажиров, и выстрелил два раза, после чего ударил Вагнера по голове. В результате Вагнер умер на месте. Другие пассажиры машины: сестра Вагнера, секретарь, и еще два сопровождающих не были ранены. Двое нападавших и двое стоявших на обочине дороги не взяли из рук убитого Вагнера конверт с деньгами, содержащего 800 израильских фунтов. Машина, которой нападавшие заблокировали путь машины Вагнера, была украдена в тот же день ранним утром у таксомоторной компании. Автомобиль был обнаружен в 11:30 по улице Иегуды Ха-Леви. Британская полиция не обнаружила виновных в убийстве.
Вскоре после убийства в Палестине были распространены листовки, в которых говорилось:
Да потеряют они ! Вагнер - немецкий промышленник и нацистский лидер 
был расстрелян в Земле Израиля по приказу Движения за сопротивление евреев
Радио «Коль-Исраэль» (подпольное радио Хаганы) объявило о том, что «известный нацист Вагнер был казнён», и что руководство ишува предупреждает, чтобы «нога немца не ступала на землю Израиля».
Настроения в еврейском ишуве в целом оправдывали убийство, немцы постарались спустить дело на тормозах.
Личность исполнителей убийства хранилась в строгом секрете, и те, кто занимался этим вопросом, хранили молчание в течение многих лет, а их личность и факты самого убийства не были раскрыты вплоть до момента создания Государства Израиль.

### Раскрытие убийства
После создания государства Израиль, стали раскрываться факты об убийстве и его исполнителях.
После окончания Второй мировой войны стало ясно, что англичане намерены освободить темплеров из тюрем и даже вернуть их в свои дома и колонии в Палестине, чтобы ввести в страну антиеврейский элемент и предотвратить экспроприацию собственности темплеров. Высшее командование «Хаганы», с одобрения руководства ишува, решило предотвратить это. Выбор пал на Вагнера, который был главой как нацистов Палестины, так и темплеров, которые еще оставались в Палестине. Более того, Вагнер возражал против продажи земель темплеров евреям, которые скупали ценные земли недалеко от своих городских центров, которые были им необходимы для развития еврейских поселений.
Решение было принято на высшем уровне руководства «Хаганы», в который входили Ицхак Саде, основатель Пальмаха, фактический начальник штаба «Хаганы», Моше Сне, основной военный деятель еврейского движения Сопротивления, и Исраэль Галили, который отвечал за специальные операции в «Хагане». Было принято решение поручить исполнение убийства Пальмаху.